# المکناسی
المکناسی (به عربی: المکناسی) یک منطقهٔ مسکونی در تونس است که در استان سیدی بوزید واقع شده‌است. المکناسی ۱۴٬۸۴۴ نفر جمعیت دارد.